# Bázsa Éva
Bázsa Éva, Rózsa Éva (Kolozsvár, 1920. augusztus 29. – Fonyód, 1975. július 23.) színésznő.

## Életpályája
Szülei Rózsa Károly és Kristóf Rozália voltak. A román opera balettiskolájában tanult. 1935-ben kezdte pályáját a kolozsvári Magyar Színháznál mint táncosnő és szubrett. Később a Miskolci Nemzeti Színház, majd a kecskeméti Katona József Színházhoz került. 1947–1975 között a Pécsi Nemzeti Színház művésznője volt.
Ének- és tánctudása elmélyült karakterformálással párosult. Koreografiákat is készített.

## Magánélete
1950-ben Pécsett házasságot kötött Mándoky Kálmánnal.

## Színházi munkái
A Színházi Adattárban regisztrált bemutatóinak száma: színészként: 129; koreográfusként: 28.

### Színészként
| - Ábrahám Pál: Bál a Savoyban – Daisy Parker - Fényes Szabolcs: Paprikáscsirke – Julis - Ábrahám Pál: Zenebona – Lia Vigny - Komjáthy Károly: Csicsónénak három lánya – Sári - Eisemann Mihály: Meseáruház – Lehman Éva - Jacobi Viktor: Leányvásár – Bessy - Vaszary Gábor: Meztelen lány – Júlia - Gounod: Faust – Siebel - Márkus Alfréd: A csúnya lány – Éva - Fall: Sztambul rózsája – Midili - Lehár Ferenc: A mosoly országa – Mi - Stein-Jenbach: Csárdáskirálynő – Stázi komtessz - Zerkovitz Béla: Doktor úr – Ella - Szilágyi-Andai: Hulló falevél – Szép Maca - Fall: Az elvált asszony – Gonda - Szirmai Albert: Mágnás Miska – Marcsa mosogatólány; Nagymama - Goldoni: A furfangos özvegy – Rosaura - Schönthan: A szabin nők elrablása – Etelka - Jacobi Viktor: Sybill – Sarah; A kórus vezetője - Strauss: Tavaszi hangok – Léni - Schubert-Berté: Három a kislány – Grizi; Házmesterné - Kálmán Imre: Cirkuszhercegnő – Mabel - Hervé-Polgár: Lili – Mamzell Morál - Barát Endre: Becsület dolga – Kató - Lope de Vega: A kertész kutyája – Spanyol táncosnő; Anarda - Szuhodohszkij: Zöld ág – Mariska - Scserbacsov: Dohányon vett kapitány – Niniche fogadósné - Kálmán Imre: Montmartre-i ibolya – Ninon - Afinogenov: Kisunokám – Gálja - Csajkovszkij-Klein: Diadalmas asszony – Sonja markotányosnő - Strauss: Bécsi diákok – Léni - Strauss: Cigánybáró – Cipra - Dunajevszkij: Szabad szél – Diabolo Pepita - Offenbach: Gerolsteini nagyhercegnő – Eszti - Gorkij: Jegor Bulicsov és a többiek – Zobunova - Székely Endre: Aranycsillag – Kovács Júlia - Bródy-Kerekes: Palotaszálló – Mici - Miljutyin: Szibériai rapszódia – Tánja - Mihajlov-Szamojlov: Titkos háború – Szvetlova - Major Ottó: Határszélen – Kispörösné - Strauss: A denevér – Ida - Urbán Ernő: Tűzkeresztség – Sohár Lidi - Moliere: A fösvény – Fruzsina - Schenk: Falusi borbély – Nyelves Manci - Lehár Ferenc: Luxemburg grófja – Juliette - Iszajev-Galics: Nem magánügy – Énekesnő - Vincze Ottó: Boci-boci tarka – Lakzis Erzsa - Brand: Hamilton család – Jill Ramsay - Csizmarek Mátyás: Bújócska – Baradákné - Raszkin-Szlobodszkoj: Filmcsillag – Margarita - Heltai Jenő: A néma levente – Gianetta - Kodolányi János: Végrendelet – Zsófi - Nusic: A kegyelmes asszony – Zsivka - Karinthy Ferenc: Ezer év – Ökrös Zsigmondné - Zapolska: Dulszka asszony erkölcse – Juliette - Móricz Zsigmond: Nem élhetek muzsikaszó nélkül – Mina néni | - Carlo Goldoni: Mirandolina – Ortensia - Madách Imre: Az ember tragédiája – Hippia; Cigányasszony - Benatzky: Az esernyős király – Margot - Ábrahám Pál: Viktória – Riquette - Huszka Jenő: Lili bárónő – Clarisse művésznő - Eisemann Mihály: Bástyasétány 77. – Elvira - Shaw: Pygmalion – Pearce-né - Fényes Szabolcs: Ibusz kisaszony – Joli - Frank: Anna Frank naplója – Van Daanné - Fejér István: Bekötött szemmel – Mama - Bíró Attila: Májusi muzsika – Balogh Ági - Wilde: Bunbury – Miss Prism - Fedor-Hegedűs: Férjhez adjuk anyukát – Káró - Heltai Jenő: A tündérlaki lányok – Malvin néni - García Lorca: Bernarda háza – Poncia - Beaumarchais: Figaro házassága – Marcelina - Burkhard: Tűzijáték – Liza néni - Vörösmarty Mihály: Csongor és Tünde – Mirigy - Tabi László: Különleges világnap – - Dosztojevszkij: Bűn és bűnhődés – - Csiky Gergely: A nagymama – Langó Szeraphine - Rostand: Cyrano de Bergerac – A Jézusrendi apácák fejedelemasszonya - Kertész Imre: Bekopog a szerelem – Piroska néni - William Shakespeare: Othello – Emilia - Anouilh: Erkölcsös szerelem – Georges-né - Gyárfás Miklós: Férfiaknak tilos – Piroska - Gorkij: Éjjeli menedékhely – Kvasnya - Behár György: Susmus – Márkusné - William Shakespeare: III. Richard (Harmadik Richard) – York hercegné - Tabi László: Fel a kezekkel (Csikágói lány) – Mrs. Wykoff - Williams: Nyár és füst – Mrs. Bassett - Zerkovitz Béla: Csókos asszony – Hunyadiné - Gorkij: Az anya – Háztulajdonosnő - Baldwin: Ének Charlie úrért – Henry mama - Gyárfás Miklós: Egérút – Tóni néni - Babay József: Három szegény szabólegény – Posztóné - Casona: A portugál királyné – Amaranta - Loewe: My Fair Lady – Pearce-né - Tabi László: Enyhítő körülmény – Terus néni - Kacsoh-Kenessey: János vitéz – A gonosz mostoha - Thury Zoltán: Katonák – Zsuzsanna - Williams: A tetovált rózsa – Assunta - Brecht: A kaukázusi krétakör – Szakácsné - Ránki György: Muzsikus Péter kalandjai – Brácsa mama - Móricz Zsigmond: Légy jó mindhalálig – Viola - Heltai Jenő: Lumpáciusz Vagabundusz – A grófné - Szenes Iván: Lulu – Ella - Anouilh: Meghívás a kastélyba – Izabella mamája - Giraudoux: Judit – Sára - Freed: Nyomozás – Tessie Greenglass - Kálmán Imre: Az obsitos – Kati néni - William Shakespeare: Macbeth – Boszorkány - Molnár Ferenc: A doktor úr – Marosiné - Móricz-Fazekas: Ludas Matyi – Vénasszony - Katajev: Bolond vasárnap – Róza - Sárospataky István: Zóra – Karvezető |

### Koreográfusként
| - Raszkin-Szlobodszkoj: Filmcsillag (1949) - Jacobi Viktor: Sybill (1957, 1961) - Ábrahám Pál: Viktória (1958, 1964) - Huszka Jenő: Lili bárónő (1958) - Eisemann Mihály: Bástyasétány 77. (1958) - Hervé: Nebáncsvirág (1958) - Huszka Jenő: Bob herceg (1958) - Fall: Sztambul rózsája (1958) - Kálmán Imre: Csárdáskirálynő (1959) - Bíró Attila: Májusi muzsika (1959) - Fedor-Hegedűs: Férjhez adjuk anyukát (1959) - Kálmán Imre: Marica grófnő (1959) | - Ábrahám Pál: Bál a Savoyban (1960) - Csizmarek-Semsei-Nádassi: Érdekházasság (1961) - Jacobi Viktor: Leányvásár (1961) - Kálmán Imre: Cirkuszhercegnő (1962) - Kertész Imre: Bekopog a szerelem (1962) - Gyárfás Miklós: Férfiaknak tilos (1963) - Huszka Jenő: Aranyvirág (1964) - Tabi László: Fel a kezekkel (Csikágói lány) (1964) - Babay József: Három szegény szabólegény (1966) - Lehár Ferenc: Luxemburg grófja (1968) - Heltai Jenő: Lumpáciusz Vagabundusz (1969) - Szenes Iván: Lulu (1969) |

## Filmjei
- Bogáncs (1959)
- Sárika, drágám (1971)
- Madárkák (1971)
- Álljon meg a menet! (1973)
- Macskajáték (1974)